# Бредяну (комуна)
Бредяну (рум. Brădeanu) — комуна у повіті Бузеу в Румунії. До складу комуни входять такі села (дані про населення за 2002 рік):
- Бредяну (1263 особи) — адміністративний центр комуни
- Мітрополія (555 осіб)
- Смирдан (1104 особи)

Комуна розташована на відстані 81 км на північний схід від Бухареста, 24 км на південь від Бузеу, 106 км на південний захід від Галаца, 127 км на південний схід від Брашова.

## Населення
За даними перепису населення 2002 року у комуні проживали 2922 особи.
Національний склад населення комуни:
| Національність | Кількість осіб | Відсоток |
| -------------- | -------------- | -------- |
| румуни         | 2835           | 97,0%    |
| цигани         | 87             | 3,0%     |

Рідною мовою назвали:
| Мова      | Кількість осіб | Відсоток |
| --------- | -------------- | -------- |
| румунська | 2921           | > 99,9%  |
| циганська | 1              | < 0,1%   |

Склад населення комуни за віросповіданням:
| Релігія       | Кількість осіб | Відсоток |
| ------------- | -------------- | -------- |
| православні   | 2921           | > 99,9%  |
| римо-католики | 1              | < 0,1%   |